# Adige
Adige (eller på tysk Etsch) er en flod i det nordlige Italien. Den er med en længde på 410 km. Italiens næstlængste flod, idet kun Po er længere. Den har sin kilde i 1.550 meters højde umiddelbart nord for Lago di Resia tæt på Italiens grænse til Østrig og Schweiz. Den passerer bl.a. gennem Trento og Verona og løber ud i Adriaterhavet lidt syd for Venezia.
Floden nævnes som den sydlige grænse i sangen "Das Lied der Deutschen" eller "Deutschlandlied", som fra 1922 til 1991 var Tysklands nationalsang. I dag bruges kun sangens 3. vers som nationalsang, hvor linjen om "Etsch" ikke forekommer.
 Der er for få eller ingen kildehenvisninger i denne artikel, hvilket er et problem. Du kan hjælpe ved at angive troværdige kilder til de påstande, som fremføres i artiklen.

- Wikimedia Commons har flere filer relateret til Adige

46°50′07″N 10°30′55″Ø / 46.835364°N 10.515172°Ø